# Vaccinazione
La vaccinazione consiste nella somministrazione di un vaccino sia a scopo profilattico (vaccinoprofilassi) che a scopo terapeutico (vaccinoterapia).
La vaccinoprofilassi è un tipo di vaccinazione effettuata per creare uno stato immunitario nei confronti di una o più malattie, attivando le componenti del sistema immunitario a rispondere meglio ad uno specifico agente patogeno. La sua efficacia è in relazione alla sua estensione nei confronti della popolazione; essa è assoluta solo nel caso in cui tutta la popolazione che si vuole proteggere sia stata vaccinata. A causa dei costi di una vaccinazione di massa, essa viene praticata per malattie infettive con mobilità e/o mortalità elevata, e contro cui non esistano altri metodi profilattici.
La vaccinoterapia è invece un tipo di vaccinazione effettuata a scopo terapeutico contro una malattia, quando questa è già in atto, con lo scopo di potenziare gli anticorpi presenti nell'organismo.
La vaccinazione è un fondamentale intervento di Sanità Pubblica, che si prefigge di proteggere da malattie gravi o potenzialmente letali sia l'individuo che la comunità, anche attraverso meccanismi di "immunità di gregge". Alcune vaccinazioni sono state rese obbligatorie per legge, mentre altre sono assiduamente consigliate dai medici territoriali. Per rendere le vaccinazioni più efficaci vengono stilate successioni cronologiche, riassunte nei cosiddetti "calendari vaccinali", predisposti dalle autorità sanitarie nazionali, e che riguardano principalmente le vaccinazioni in ambito pediatrico.
Le vaccinazioni di profilassi sono un presidio preventivo fondamentale per la salute del bambino, e negli ultimi decenni hanno permesso di ridurre in maniera estremamente rilevante sia il numero di patologie gravi, che la mortalità dei bambini vaccinati e le forme di disabilità infantile nel mondo. L'occasionale rinuncia di alcuni genitori alle vaccinazioni consigliate per i propri figli, spesso sulla base di fuorvianti informazioni pseudoscientifiche o di credenze errate sulla reale sicurezza dei vaccini, ha portato negli ultimi anni ad una ripresa dell'incidenza di malattie gravi o potenzialmente mortali (che sarebbero facilmente evitabili tramite semplici vaccinazioni) in migliaia di bambini.
I vaccini attualmente disponibili sono estremamente sicuri e, nel corso degli anni, medici e ricercatori li hanno resi sempre più efficaci.

## Storia

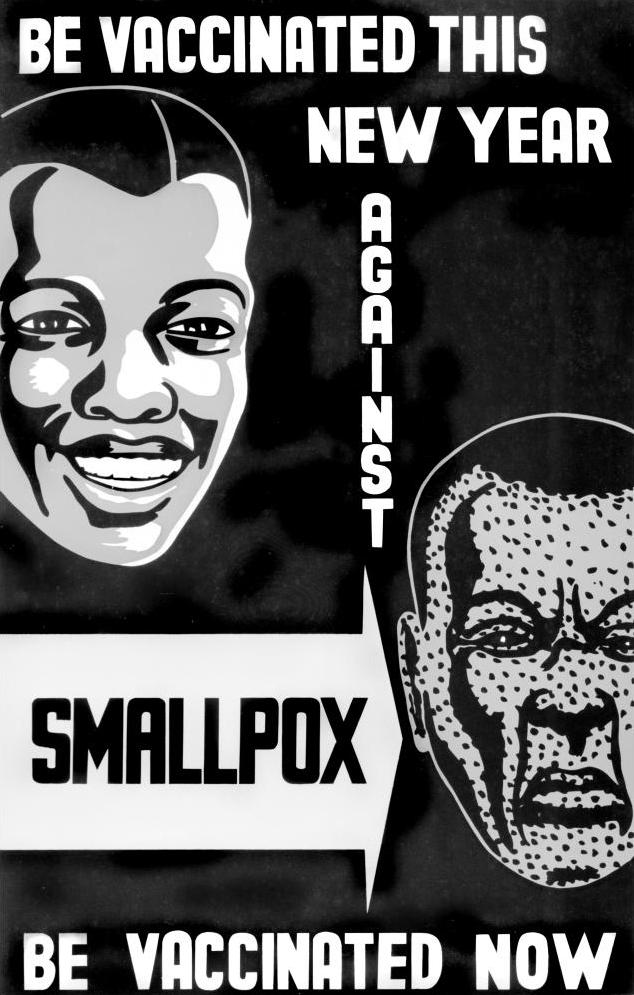
Poster che pubblicizza la vaccinazione contro il vaiolo, dichiarato eradicato nel 1979.

La nascita della vaccinazione viene fatta risalire, secondo la storiografia più accreditata, all'anno 1796 ad opera di un geniale medico di campagna: Edward Jenner. Fin dalle sue origini la vaccinazione, intesa come metodo di immunizzazione attraverso l'inserimento nel corpo umano di un agente patogeno attenuato o di una sua subunità, è stata oggetto di un feroce dibattito tra sostenitori ed oppositori; tuttavia, risulta evidente l'importanza che essa ha rivestito nella storia moderna e che continua ad avere in quella contemporanea.
La vaccinazione è considerata tra le più grandi scoperte mediche fatte dall'uomo e, per l'impatto che ha avuto sulla salute dell'uomo, la sua importanza è paragonata alla possibilità per la popolazione di accedere all'acqua potabile.

## Efficacia
Nella tabella sono mostrati i casi avvenuti negli Stati Uniti nel 2009 di alcune patologie paragonati con quelli avvenuti in altri anni.
| Patologia                                  | Numero massimo di casi (anno) | Numero di casi nel 2009 | Variazione percentuale |
| ------------------------------------------ | ----------------------------- | ----------------------- | ---------------------- |
| Difterite                                  | 206 939 (1921)                | 0                       | -100,00                |
| Morbillo                                   | 894 134 (1941)                | 61                      | -99,99                 |
| Parotite                                   | 152 209 (1968)                | 982                     | -99,35                 |
| Pertosse                                   | 265 269 (1934)                | 13 506                  | -94,72                 |
| Poliomielite (paralitica)                  | 21 269 (1952)                 | 0                       | -100,00                |
| Rosolia                                    | 57 686 (1969)                 | 4                       | -99,99                 |
| Tetano                                     | 1 560 (1923)                  | 14                      | -99,99                 |
| Infezioni da Haemophilus influenzae tipo B | 20 000 (1984)                 | 25                      | -99,88                 |
| Epatite B                                  | 26 611 (1985)                 | 3 020                   | -87,66                 |

Uno studio facente parte del piano vaccinale italiano 2017-2019 del ministero della salute ha evidenziato come i vaccini facciano risparmiare molto in cure, ospedalizzazioni e farmaci prevenendo le malattie ed evitando le spese che si sosterrebbero curandole. Tali valori sono destinati ad aumentare di anno in anno, in quanto i soggetti vaccinati restano immunizzati e a questi si aggiungono quelli vaccinati negli anni successivi. Quindi ogni anno aumenta il numero di casi evitati e di conseguenza il relativo risparmio.
La stima del risparmio medio annuo sui costi sociali ottenuto grazie ai principali vaccini presenti in Italia nel periodo 2017-2019 è stata la seguente:
- Il vaccino contro il meningococco B ha fatto risparmiare € 38 759 608. Per i soggetti vaccinati si stima una efficacia dell'87%.
- Il vaccino contro il rotavirus ha fatto risparmiare € 26 687 952. Per i soggetti vaccinati vi è una riduzione del 75% del rischio di incorrere in gastroenteriti ed ospedalizzazioni.
- La prevenzione della varicella infantile (vaccino somministrato in 2 dosi) ha fatto risparmiare € 23 300 000. In caso di copertura vaccinale della popolazione del 90% si riducono dell'87% i casi.
- Il vaccino contro il virus del papilloma umano nei maschi undicenni ha fatto risparmiare € 71 000 000. C'è stata una riduzione degli eventi HPV grazie ad una copertura vaccinale universale del 64%.
- Il vaccino contro lo pneumococco ha fatto risparmiare € 18 750 000. Negli anziani ha consentito di evitare oltre 5000 casi di polmonite non batteriemica pneumococcica (NBPP), più di 2500 casi di infezioni invasive da pneumococco (IPD), circa 3200 casi di meningite pneumococcica e circa 3300 sequele da infezioni pneumococciche.
- La prevenzione della varicella zoster (vaccino somministrato ad anziani) ha fatto risparmiare € 38 759 608. Sono stati evitati circa 9 724 casi di herpes zoster (HZ) e circa 898 casi di neuropatia post-herpetica (NPH).[14]

## Critiche e aspetti controversi
Nel tempo vi sono state diverse campagne volte a mettere in dubbio l'efficacia o la sicurezza dei vaccini. Ad esempio, i vaccini o i loro eccipienti sono stati accusati erroneamente di essere possibili cause di autismo, ADHD, sindromi autoimmuni e altri tipi di patologie. Tuttavia queste affermazioni sono state confutate da centinaia di studi che hanno dimostrato l'assenza di nesso tra le suddette patologie e i vaccini, nonché l'assoluta sicurezza ed efficacia degli stessi.

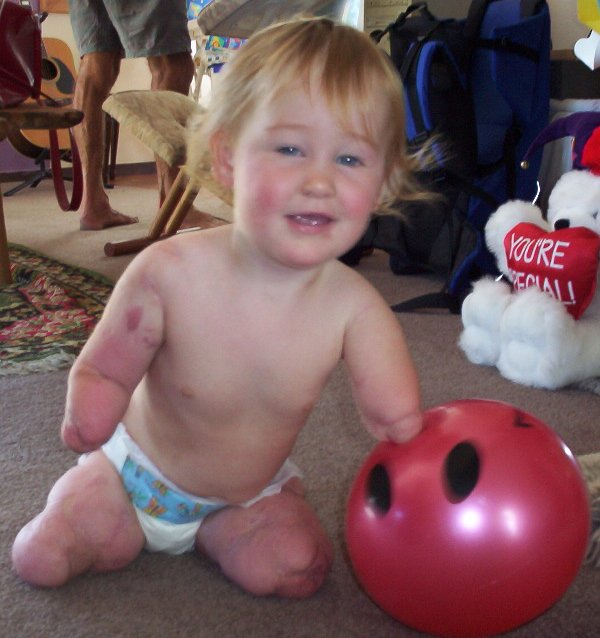
La bambina neozelandese Charlotte Cleverley-Bisman, colpita all'età di sei mesi da un'infezione meningococcica. A causa di tale infezione rischiò la vita e dovette subire l'amputazione di tutti gli arti. La bambina era ancora troppo piccola per essere vaccinata, ma un'adeguata copertura vaccinale da parte della popolazione avrebbe potuto evitarle tale destino tramite l'immunità di gregge.

Stando ai dati riscontrati tramite una ricerca condotta da Vaccine Confidence Project nel 2016 lo scetticismo nei confronti dei vaccini risulta estremamente variabile per regione geografica, con percentuali maggiori in Europa: si passa dalla Francia, dove il 41% della popolazione nutre dubbi in particolare sulla loro sicurezza, alla Russia e all'Italia dove le percentuali sono rispettivamente il 27% e il 21%. In USA (13%), Germania (10%), Regno Unito (9%) le percentuali sono pari o inferiori alla media mondiale, che si assesta intorno al 12%.

### Studi
Centinaia di studi compiuti nel corso dei decenni hanno dimostrato la grande sicurezza dei vaccini, ed hanno confutato sulla base dell'evidenza scientifica le controversie pseudoscientifiche relative ai loro ipotetici effetti collaterali.
La American Academy of Pediatrics (Accademia Americana di Pediatria) ha raccolto, in un documento pubblicato nell'aprile 2013, 45 importanti studi scientifici internazionali sulla sicurezza dei vaccini.
In tali studi è stata dimostrata chiaramente la mancanza di correlazione tra la somministrazione dei vaccini e lo sviluppo di autismo, e che le probabilità di sviluppare una forma di autismo non sono correlate ad una somministrazione maggiore degli antigeni presenti nel vaccino.
La comparazione fra bambini vaccinati nei tempi consigliati dal calendario vaccinale ed i bambini vaccinati fuori da questi periodi di tempo ha dimostrato che non c'è nessun beneficio nel ritardare la vaccinazione e che vaccinare i bambini nel periodo previsto non porta rischi di reazioni avverse, nemmeno nei bambini con problemi congeniti nel metabolismo.
Inoltre, è stato dimostrato che le vaccinazioni non portano ad un aumento del rischio di convulsioni febbrili nelle 6 settimane successive alla vaccinazione e, per quanto riguarda il vaccino trivalente (MPR), è stata ripetutamente smentita l'ipotesi che questo vaccino potesse causare un disturbo pervasivo dello sviluppo, malattie infiammatorie croniche intestinali, encefaliti, meningiti asettiche o autismo.

## Legislazione
Le vaccinazioni obbligatorie hanno lo scopo di tutelare la salute pubblica e quella del singolo cittadino. Nel caso di malattie epidemiche, la libertà di cura del singolo si concilia con il dovere delle autorità sanitarie di evitare il propagarsi di virus o batteri pericolosi per la salute della popolazione.
Secondo il principio della libertà di cura, la decisione ultima sull'adozione di una terapia spetta esclusivamente al paziente e al suo medico curante; a loro volta, i pazienti affetti da una malattia trasmissibile, che non adottano le cure a disposizione, e le misure necessarie a evitare il contagio di altre persone (o che non avvertono dei rischi legati alla loro malattia), assumono però una responsabilità penale nei confronti delle altre vittime del contagio. L'esecuzione di determinate vaccinazioni imposte per legge può essere imposta come precondizione per l'iscrizione di un minore nelle scuole dell'obbligo.

### Francia
In Francia attualmente vi sono tre vaccini obbligatori (difterite, tetano e polio) e otto raccomandati (pertosse, epatite B, Haemophilus, pneumococco, meningococco C, morbillo, parotite e rosolia).
Il 4 luglio 2017 il primo ministro Edouard Philippe durante un discorso all'Assemblea Nazionale ha affermato che a partire dal 2018 i vaccini raccomandati diverranno obbligatori, aumentando così a 11 il numero totale. Tale decisione venne presa essenzialmente per due motivi, ovvero la relativamente bassa percentuale di vaccinazioni rispetto alla nota percentuale del 95% (secondo l'allora ministro della Salute, l'ematologa Agnès Buzyn, almeno il 70 per cento dei bambini francesi riceve dieci vaccinazioni tra obbligatorie e consigliate, e l’80 per cento di loro almeno 8) e per risolvere la querelle relativa al vaccino anti polio (dal 2008 non più disponibile singolarmente ma solo in formulazioni combinate con altri vaccini non obbligatori, cosa che oltre ad aumentare i costi ledeva anche la libertà di scelta; il Consiglio di Stato aveva successivamente intimato al governo di rendere disponibili le formulazioni singole per i vaccini obbligatori).

### Italia
In Italia durante il fascismo, con il Regio Decreto 27 luglio 1934, n. 1265 fu resa obbligatoria la vaccinazione antivaiolosa, fino alla sua sospensione con la Legge n.323/1977. Sempre durante il regime fascista, con la legge n.891/1939, fu resa obbligatoria la vaccinazione contro la difterite per tutti i bambini fino a 10 anni di età.
Oggi esistono dei vaccini obbligatori per legge e vaccini raccomandati. Entrambi seguono un calendario vaccinale ben definito.
Esistono anche delle vaccinazioni consigliate da effettuare in caso di viaggi all'estero, in particolare in Stati o zone caratterizzate da un'alta endemia per determinate patologie infettive.
In Italia, il Ministero della Salute, attraverso l'Ufficio VIII della Direzione della Programmazione Sanitaria, eroga gli indennizzi ai soggetti che dovessero eventualmente essere danneggiati in modo irreversibile da vaccinazioni, trasfusioni e somministrazione di emoderivati infetti, ai sensi della Legge 210/92 Legge 25 febbraio 1992, n. 210 (in Gazzetta Ufficiale, 6 marzo, n. 55) e successive modificazioni. Nello stesso senso va la Legge 229/2005.
Il Decreto Ministeriale del 7 aprile 1999 (e il Piano Sanitario Nazionale 1998-2000 di cui ord. n. 228 del 10/12/1998) stabiliva che le vaccinazioni obbligatorie fossero quattro: antidifterite, antitetanica, antipoliomielite antiepatite virale B.

Le vaccinazioni consigliate non obbligatorie in età pediatrica erano: l'antimorbillo-parotite-rosolia (MPR), la vaccinazione contro le infezioni invasive da Haemophilus influenzae b, l'antimeningococcica, l'antiparotite, l'antirosolia.
A seguito della legge n. 119 del 31 luglio 2017, nata per rendere obbligatorie le vaccinazioni nei confronti di malattie a rischio epidemico e per raggiungere e mantenere la soglia di copertura vaccinale del 95%, come raccomandato dall'OMS, il Governo Gentiloni reintroduce l'obbligatorietà delle vaccinazioni per i minori fino ai 16 anni aggiungendo, alle quattro già obbligatorie (difterite, tetano, poliomielite ed epatite B), quelle per morbillo, parotite e rosolia, pertosse, Haemophilus tipo b e varicella. La stessa legge prevede inoltre quattro vaccinazioni fortemente raccomandate, ma non obbligatorie, ad offerta attiva e gratuita da parte di Regioni e Province autonome: l'anti-meningococcica B, l'anti-meningococcica C, l'anti-pneumococcica e l'anti-rotavirus.
Le vaccinazioni obbligatorie, per i nati dal 2001, secondo il calendario di riferimento (di seguito riportato), sono gratuite.
| Vaccinazione                       | 2001-2016 | 2017+ |
| ---------------------------------- | --------- | ----- |
| anti-poliomielitica                | X         | X     |
| anti-difterica                     | X         | X     |
| anti-tetanica                      | X         | X     |
| anti-epatite B                     | X         | X     |
| anti-pertosse                      | X         | X     |
| anti-Haemophilus influenzae tipo b | X         | X     |
| anti-morbillo                      | X         | X     |
| anti-rosolia                       | X         | X     |
| anti-parotite                      | X         | X     |
| anti-varicella                     |           | X     |

Per chi non vaccina i figli è prevista una sanzione amministrativa pecuniaria da 100 euro a 500 euro proporzionata alla gravità dell'inosservanza (es. vaccinazioni omesse). Le nuove regole sono entrate in vigore dall'anno scolastico 2017/2018. La sanzione estingue l'obbligo della vaccinazione ma non permette comunque la frequenza all'asilo nido e alle scuole dell'infanzia a meno di adempimento delle vaccinazioni. L'esonero è previsto "ove sussista un accertato pericolo per la salute dell'individuo".
Nel 2007 la Regione Veneto sospese l'obbligo vaccinale proponendo tutte le vaccinazioni come raccomandate o consigliate. Il 15 luglio 2017, a seguito dell'approvazione del decreto-legge n.73 del 7 giugno 2017 (poi convertito in legge), il governatore della Regione Veneto Luca Zaia annunciò il ricorso alla Corte Costituzionale per presunta incostituzionalità del provvedimento, ricorso bocciato dalla consulta a novembre 2017. La sentenza affermò che il decreto fosse giustificato dal calo delle vaccinazioni, e quindi volto a tutelare la salute individuale e collettiva e fondato sul dovere di solidarietà nel prevenire e limitare la diffusione di alcune malattie.
L'aumento della copertura vaccinale, al 2020, ha riportato un crollo dei casi di morbillo e rosolia: da aprile a fine ottobre 2020 non è stato segnalato all’ISS alcun caso.
La legge n. 210/1992 introdusse per la prima volta in Italia il diritto al risarcimento da danno vaccinale e i relativi requisiti di accesso.
Vaccinazioni facoltative in Italia
Esistono anche vaccinazioni non incluse nel calendario vaccinale nazionale ma disponibili su base volontaria, a pagamento o in alcune regioni offerte gratuitamente:
- Vaccino contro il vaiolo delle scimmie[46]
- Vaccino contro la tubercolosi (BCG)
- Vaccino contro la dengue[47]
- Vaccino contro la febbre gialla (richiesto per viaggi internazionali in zone endemiche)
- Vaccino contro la rabbia (profilassi pre-esposizione per lavoratori a rischio o viaggiatori)
- Vaccino contro l'encefalite da zecche[48]
- Vaccino contro l'encefalite giapponese[49]
- Vaccini per viaggiatori internazionali (es. epatite A, tifo, colera)

### Stati Uniti
Ogni stato ha la sua legislazione che richiede obbligatoriamente che ogni infante per essere ammesso a scuola debba essere munito di documenti che attestino l'avvenuta vaccinazione con quei vaccini richiesti dalla legge, tutti gli stati consentono delle deroghe per specifiche ragioni mediche (allergie al vaccino, sistema immunitario malato), e, ad esclusione di Virginia Occidentale e Mississippi per motivazioni legate alla religione
Nel 1922 la costituzionalità della vaccinazione infantile fu esaminata dalla Corte suprema nel caso Zucht v. King che decise che una scuola può negare l'ammissione ai bambini che non hanno fornito una certificazione di vaccinazione, motivando la decisione con la necessità della protezione della salute pubblica.
Il 30 giugno 2015 il governatore della California firmò una legge che rimosse la facoltà, esistente in quello stato, di non vaccinarsi per motivazioni personali (mantenendo tuttavia tale eventualità in caso di motivazioni mediche). La scelta di tale legge avvenne dopo un'epidemia di morbillo scoppiata alla fine dell'anno precedente nello Stato.

## Calendario vaccinale
Il Calendario vaccinale stabilisce la tempistica delle vaccinazioni. Questa è determinata dalla epidemiologia dell'infezione verso cui è rivolta la vaccinazione e dal grado di maturità del sistema immunitario del bambino, che gli permette di rispondere adeguatamente alle vaccinazioni, in modo da assicurare un'immunità duratura nei confronti del virus o del batterio che causa quella determinata malattia.
La prima vaccinazione viene somministrata, per i nati dal 2017, come combinato esavalente. Il vaccino include poliomielite, difterite, tetano, pertosse, epatite B ed haemophilus influenzae (tipo b), tutte malattie legate a patologie di difficile curabilità che potrebbero altrimenti mettere in serio pericolo la vita o la salute del bambino.
La prima vaccinazione viene effettuata al terzo mese, con successivi richiami al quinto e all'undicesimo mese. Per il vaccino anti-polio, tra le dosi deve intercorrere il seguente periodo:
- tra la prima e la seconda almeno 45 giorni;
- tra la seconda e la terza almeno 120 giorni;
- tra la terza e la quarta almeno un anno.

Per il vaccino anti-polio inoltre è previsto un richiamo a 5 o 6 anni; per i nati dal 2004 in poi, questo richiamo si effettua nel corso del sesto anno; per l'anti-difterite e anti-tetanica vanno invece effettuati richiami periodici: il primo a 5 anni, i successivi ogni 10 anni. Anche per il vaccino anti-Haemophilus influenzae tipo B è previsto un richiamo a 5 anni.
All'inizio del secondo anno viene somministrata, per i nati dal 2017, la vaccinazione tetravalente anti-morbillo, anti-parotite, anti-rosolia e anti-varicella; per questa vaccinazione è necessario effettuare un richiamo al sesto anno di vita.

Altri vaccini facoltativi sono l'anti-pneumococcica, l'anti-meningococcica, l'anti-rotavirus e l'anti-influenzale.

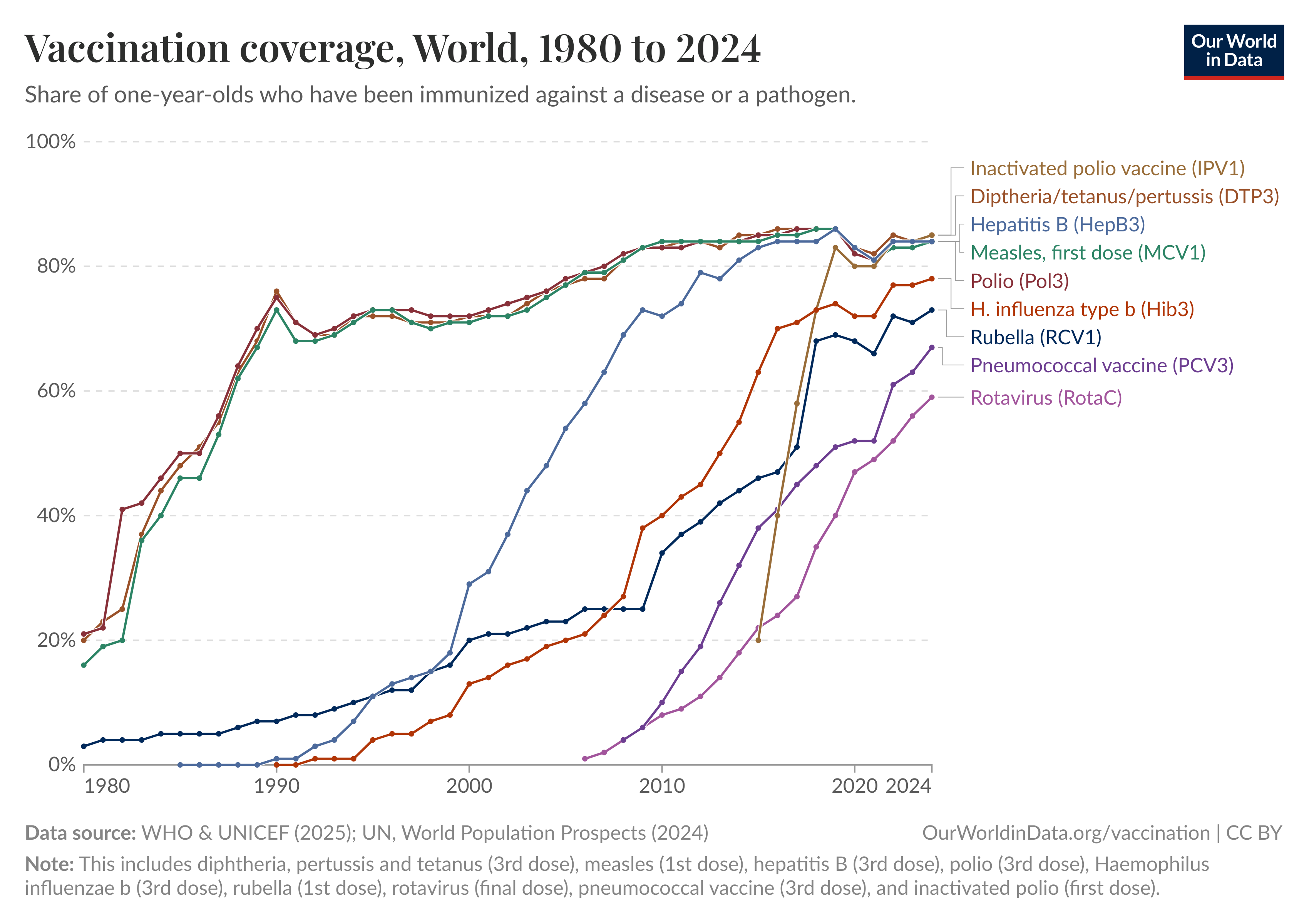
Percentuale di bambini di un anno di età che hanno ricevuto il vaccino contro una malattia o un agente patogeno nel corso degli anni

## Copertura vaccinale nel mondo

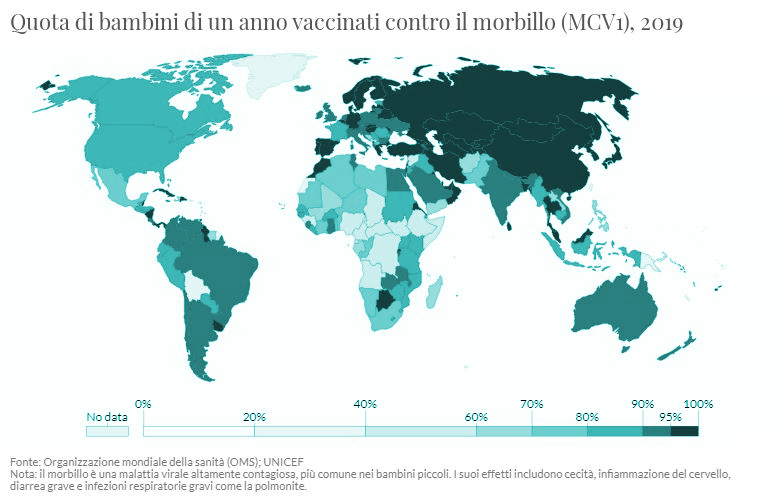
Copertura contro il morbillo nel 2019
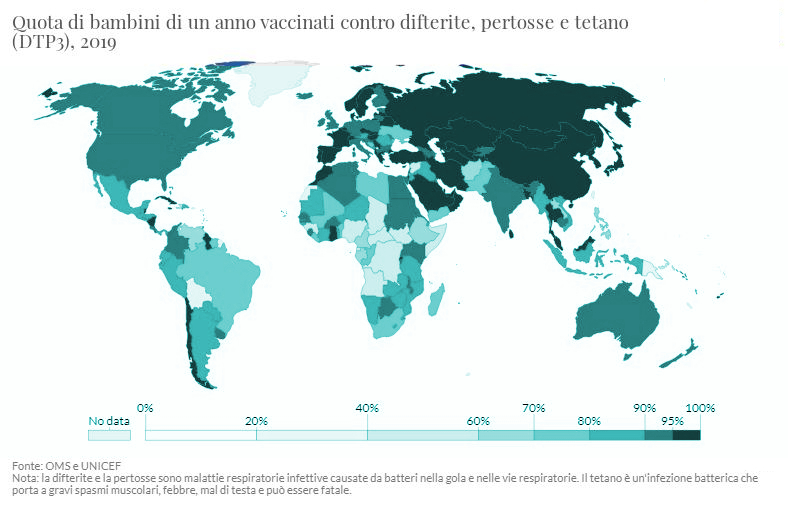
Copertura contro difterite, pertosse e tetano nel 2019
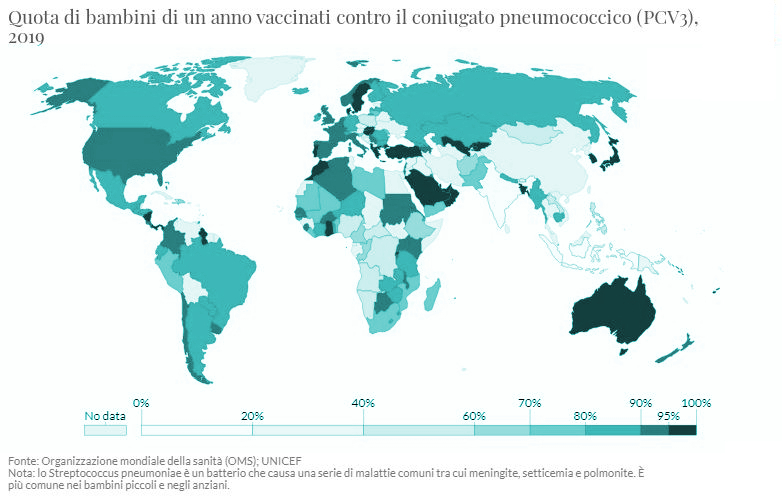
Copertura contro PCV3 nel 2019
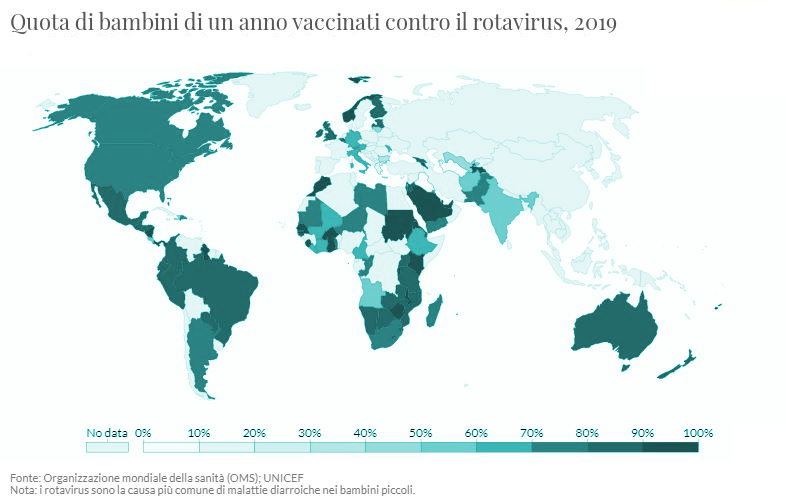
Copertura contro il Rotavirus nel 2019

(Fonti: OMS, UNICEF - Anno 2019)